# Смит (река, впадает в Тихий океан)

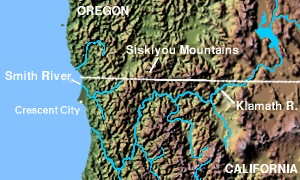

Смит (англ. Smith River) — река на северо-западе штата Калифорния, США. Бассейн включает район к западу от горного хребта Сискию, к югу от границы со штатом Орегон и к северу от водосбора реки Кламат. Площадь бассейна составляет около 1860 км². Длина — около 40 км. Образуется при слиянии рек Мидл-Форк и Норт-Форк, после которого река течёт преимущественно в северо-восточном направлении. Впадает в Тихий океан вблизи городка Смит-Ривер, в 16 км к северу от города Кресент.
Река получила своё название по имени известного первопроходца Джедедайи Смита. На реке Смит нет ни одной плотины.